# Dark Funeral (EP)
A Dark Funeral a svéd Dark Funeral black metal együttes bemutatkozó EP-je, mely 1994-ben jelent meg. A lemezt 2000-ben a Regain Records újra kiadta In The Sign... címmel. Ezen a kiadványon az eredeti négy dal mellé felkerült további kettő - Equimanthorn, Call From The Grave - is.

## Számlista (Dark Funeral EP)
1. "Open the Gates" - 4:34
2. "Shadows Over Transylvania" - 4:23
3. "My Dark Desires" - 3:53
4. "In the Sign of the Horns" - 3:44

## Számlista (In The Sign...)
1. "Open The Gates" - 4:34
2. "Shadows Over Transylvania" - 4:22
3. "My Dark Desires" - 3:52
4. "In The Sign Of The Horns" - 3:43
5. "Equimanthorn" - 3:21
6. "Call From The Grave" - 4:35

## Közreműködők
Szám 1-4:
- Lord Ahriman - Gitár
- Blackmoon - Gitár [1993-1996]
- Themgoroth - Ének/Basszusgitár [1993-1996]
- Draugen - Dob [1993-1994]

Szám 5-6:
- Lord Ahriman - Gitár
- Blackmoon - Gitár [1993-1996]
- Emperor Magus Caligula - Ének/Basszusgitár
- Alzazmon - Dob [1996-1998]